# Evert van Aelst
Pour les articles homonymes, voir Aelst.
Evert van Aelst est un peintre hollandais du siècle d'or néerlandais né en 1602 à Delft et mort le 19 février 1657 dans sa ville natale, Delft.
Il est l'oncle du peintre Willem van Aelst. Il est surtout connu pour ses natures mortes.

## Biographie
Evert van Aelst est né en 1602 à Delft, une ville très réputée pour ses nombreux artistes-peintres comme Vermeer. Il est peut-être le fils d'un avocat du nom de Wilhelm van Aelst. D'après Arnold Houbraken, il est probablement un descendant du peintre flamand Pieter Coecke van Aelst.
Il commence une carrière d'artiste-peintre à seulement 15 ans en 1617. À partir du 15 mai 1632, il devient membre de la Guilde de Saint-Luc de Delft.
Il est spécialisé dans la peinture de natures mortes. Il peint ainsi des vanités, des fleurs et aussi des fruits le plus souvent.
Il meurt le 19 février 1657 dans sa ville natale de Delft après y avoir fait 40 ans de carrière dans la peinture.

## Influences et enseignements
Le style de l'artiste s'inscrit dans la continuité des travaux de Pieter Claesz (1597/98-1660). Il semble aussi que l'artiste se soit inspiré de l'œuvre de Balthasar van der Ast (1593/94-1657).
Par ailleurs, l'enseignement et le style d'Evert van Aelst se retrouve sur le pinceau de ses élèves. Il était l'oncle et professeur du peintre de nature morte aujourd'hui plus connu Willem van Aelst (1627-1683). Il fut aussi le maître de Jan Denysz. (autour de 1625-1649), et probablament de Adam Pick (1621/22-1642). Emanuel de Witte compterait lui aussi parmi ses élèves.

## Œuvres
- Natures mortes de fruits (1642), Suermondt-Ludwig-Museum, Aix-la-Chapelle.
- La collection de tableaux Natures mortes avec la volaille morte, Museum Kleines Schloß, Blankenburg (Harz), Saxe-Anhalt.
- Calme après la chasse, Brukenthal Museum, Sibiu, Roumanie.